# جاي بي هايز
جاي بي هايز (بالإنجليزية: J. P. Hayes)‏ هو لاعب غولف أمريكي، ولد في 2 أغسطس 1965 في أبلتون في الولايات المتحدة.

## وصلات خارجية
- جاي بي هايز على موقع رابطة لاعبي الغولف المحترفين (الإنجليزية)
- جاي بي هايز على موقع التصنيف العالمي الرسمي للغولف (الإنجليزية)